# Сосновское сельское поселение (Ленинградская область)
Сосно́вское се́льское поселе́ние — муниципальное образование в составе Приозерского района Ленинградской области. Административный центр — посёлок Сосново.

## География
Поселение расположено в южной части района.
По территории поселения проходят автомобильные дороги:
- А121 «Сортавала» (Санкт-Петербург — Сортавала — автомобильная дорога Р-21 «Кола»)
- 41А-025 (Ушково — урочище Гравийное)
- 41К-017 (Пески — Подгорье)
- 41К-261 (Орехово — Петяярви)
- 41К-755 (подъезд к дер. Новожилово)

Расстояние от административного центра поселения до районного центра — 85 км.

## История
Первое известное территориальное образование, включающее территории Сосновского сельского поселения, известно с 1500 года, когда была составлена «Переписная окладная книга Водской пятины». В Сосново (Rautu) находился центр Васильевского Ровдужского погоста Корельского уезда Водской пятины Новгородской земли. Из-за близости границы территория погоста часто подвергалась разорению, а в 1583 году по условиям Плюсского перемирия отошла к Швеции. По Ништадтскому миру Ровдужский погост возвращается в состав России.
Земли сельского поселения в разных качествах пребывали в составе Выборгской губернии до 1940 года, когда после Зимней войны согласно Московскому договору бо́льшая часть Выборгской губернии была передана СССР, финское население эвакуировано. 16 мая 1940 года в составе Раутовского района был образован Раутовский сельсовет, заселённый переселенцами из внутренних областей СССР.
В ходе Советско-финской «войны-продолжения», в 1941 году в деревни поселения вернулись прежние жители, но в 1944 году они вновь покинули свои дома, на этот раз навсегда.
1 октября 1948 года сельсовет был переименован в Сосновский.
15 июня 1954 года к Сосновскому сельсовету был присоединен Новожиловский сельсовет.
9 декабря 1960 года после упразднения Сосновского района Сосновский сельсовет был передан в состав Приозерского района.
18 января 1994 года постановлением главы администрации Ленинградской области № 10 «Об изменениях административно-территориального устройства районов Ленинградской области» Сосновский сельсовет, также как и все другие сельсоветы области, преобразован в Сосновскую волость.
1 января 2006 года в соответствии с областным законом № 50-оз от 1 сентября 2004 года «Об установлении границ и наделении соответствующим статусом муниципального образования Приозерский муниципальный район и муниципальных образований в его составе» образовано Сосновское сельское поселение, в которое вошла территория бывшей Сосновской волости.

## Население
| 2006    | 2010    | 2011    | 2012    | 2013    | 2014    |
| ------- | ------- | ------- | ------- | ------- | ------- |
| 9600    | ↗10 830 | ↗10 868 | ↗10 968 | ↗11 230 | ↗11 351 |
| 2015    | 2016    | 2017    | 2018    | 2019    | 2020    |
| ↗11 583 | ↘11 434 | ↘11 357 | ↗11 381 | ↘11 313 | ↗11 346 |
| 2021    | 2023    | 2024    | 2025    |         |         |
| ↘8057   | ↗8097   | ↗8137   | ↗8224   |         |         |

## Состав сельского поселения
| № | Населённый пункт  | Тип населённого пункта              | Население |
| - | ----------------- | ----------------------------------- | --------- |
| 1 | Иваново           | деревня                             | ↘10       |
| 2 | Колосково         | посёлок                             | ↘8        |
| 3 | Кривко            | деревня                             | ↗1550     |
| 4 | Новожилово        | деревня                             | ↗30       |
| 5 | Орехово           | деревня                             | ↗16       |
| 6 | Орехово           | посёлок при железнодорожной станции | ↘40       |
| 7 | Платформа 69-й км | посёлок                             | ↗380      |
| 8 | Снегирёвка        | деревня                             | ↗1900     |
| 9 | Сосново           | посёлок, административный центр     | ↘5391     |